# Masters (šipky)
World Masters, do roku 2024 The Masters, je hodnocený šipkařský turnaj pořádaný organizací PDC. Účastní se ho 32 šipkařů. Úřadujícím šampionem je Luke Humphries, který ve finále v roce 2025 porazil Jonnyho Claytona 6–5.

## Historie
Úvodní turnaj, který se konal v roce 2013, vyhrál Phil Taylor, když ve finále porazil Adriana Lewise 10–1. Následující rok zvítězil James Wade, ten ve finále 2014 porazil Mervyna Kinga 11–10. Následujících pět ročníků ovládl Michael van Gerwen, kterého dokázal až v 1. kole roku 2020 porazit Jonny Clayton poměrem 6–10. Šampionem se stal nakonec Peter Wright.
První dva ročníky se konaly v Royal Highland Center v hlavním městě Skotska Edinburghu a hrály se na začátku listopadu. V roce 2015 se turnaj přesunul do Anglie, nově se hrálo v Marshall Aréně v Milton Keynes. Změnou prošel také termín, od té doby turnaj probíhá na přelomu ledna a února.
V roce 2024 PDC oznámila reformu turnaje, který se přejmenoval na World Masters, hlavním partnerem se stala společnost Winmau prodávající šipkové vybavení. Turnaj se zařadil mezi hodnocené akce organizace PDC, nově se hrálo na sety. Celková dotace turnaje je 500 000 £, vítěz získává 100 000 £.

## Formát turnaje
Od založení v roce 2013 do roku 2020 se turnaje účastnilo 16 nejlepších hráčů dle žebříčku PDC Order of Merit. Zápasy se nelosovaly, 1. hrál se 16., 2. s 15. a tak dále. 1. kolo a čtvrtfinále se hrály na 10 vítězných legů, semifinále a finále na 11 vítězných legů.
V roce 2021 došlo k první zásadní úpravě formátu turnaje, počet účastníků se rozrostl na 24, přičemž prvních 8 automaticky postoupilo do 2. kola. Šipkaři v 1. kole hráli na 6 vítězných legů.
Od roku 2025 turnaje účastní 32 hráčů. Stejně jako v předchozích letech má účast zajištěnu 24 nejlepších šipkařů dle Order of Merit, o zbývajících 8 míst hrají hráči z nižších pozic žebříčku a nižších šipkových okruhů v předkole. Místo legů se hraje na sety, přičemž k zisku jednoho setu je nutné vyhrát dva legy. V předkole se hraje na 2 vítězné sety, v 1. kole na 3 vítězné sety, ve 2. kole a ve čtvrtfinále na 4 vítězné sety, v semifinále na 5 vítězných setů a finále na 6 vítězných setů.

## Seznam finálových zápasů
| Rok           | Vítěz (průměr ve finále)    | Skóre       | Finalista (průměr ve finále)   | Finanční odměna | Finanční odměna | Finanční odměna | Sponzor     | Místo konání                     |
| Rok           | Vítěz (průměr ve finále)    | Skóre       | Finalista (průměr ve finále)   | Celkem          | Vítěz           | Finalista       | Sponzor     | Místo konání                     |
| The Masters   | The Masters                 | The Masters | The Masters                    | The Masters     | The Masters     | The Masters     | The Masters | The Masters                      |
| ------------- | --------------------------- | ----------- | ------------------------------ | --------------- | --------------- | --------------- | ----------- | -------------------------------- |
| 2013          | Phil Taylor (108.50)        | 10–1        | Adrian Lewis (100.03)          | £160 000        | £50 000         | £20 000         | Coral       | Royal Highland Centre, Edinburgh |
| 2014          | James Wade (91.39)          | 11–10       | Mervyn King (92.15)            | £160 000        | £50 000         | £20 000         | Unibet      | Royal Highland Centre, Edinburgh |
| 2015          | Michael van Gerwen (112.49) | 11–6        | Raymond van Barneveld (96.13)  | £200 000        | £60 000         | £25 000         | Unibet      | Marshall Arena, Milton Keynes    |
| 2016          | Michael van Gerwen (98.94)  | 11–6        | Dave Chisnall (96.71)          | £200 000        | £60 000         | £25 000         | Unibet      | Marshall Arena, Milton Keynes    |
| 2017          | Michael van Gerwen (109.42) | 11–7        | Gary Anderson (103.58)         | £200 000        | £60 000         | £25 000         | Unibet      | Marshall Arena, Milton Keynes    |
| 2018          | Michael van Gerwen (105.85) | 11–9        | Raymond van Barneveld (100.55) | £200 000        | £60 000         | £25 000         | Unibet      | Marshall Arena, Milton Keynes    |
| 2019          | Michael van Gerwen (99.82)  | 11–5        | James Wade (87.44)             | £200 000        | £60 000         | £25 000         | BetVictor   | Marshall Arena, Milton Keynes    |
| 2020          | Peter Wright (95.01)        | 11–10       | Michael Smith (89.71)          | £200 000        | £60 000         | £25 000         | Ladbrokes   | Marshall Arena, Milton Keynes    |
| 2021          | Jonny Clayton (104.10)      | 11–8        | Mervyn King (94.95)            | £220 000        | £60 000         | £25 000         | Ladbrokes   | Marshall Arena, Milton Keynes    |
| 2022          | Joe Cullen (96.89)          | 11–9        | Dave Chisnall (90.23)          | £220 000        | £60 000         | £25 000         | Ladbrokes   | Marshall Arena, Milton Keynes    |
| 2023          | Chris Dobey (94.05)         | 11–7        | Rob Cross (90.20)              | £275 000        | £65 000         | £30 000         | Cazoo       | Marshall Arena, Milton Keynes    |
| 2024          | Stephen Bunting (102.50)    | 11–7        | Michael van Gerwen (98.27)     | £275 000        | £65 000         | £30 000         | Cazoo       | Marshall Arena, Milton Keynes    |
| World Masters |                             |             |                                |                 |                 |                 |             |                                  |
| 2025          | Luke Humphries (100.42)     | 6–5         | Jonny Clayton (98.25)          | £500 000        | £100 000        | £50 000         | Winmau      | Marshall Arena, Milton Keynes    |

## Rekordy a statistiky
Aktuální k 2. únoru 2025

### Počet účastí ve finále
| Pořadí | Hráč                  | Země       | Vítězství | Finalista | Finále celkem | Celkem na turnaji |
| ------ | --------------------- | ---------- | --------- | --------- | ------------- | ----------------- |
| 1      | Michael van Gerwen    | Nizozemsko | 5         | 1         | 6             | 13                |
| 2      | Jonny Clayton         | Wales      | 1         | 1         | 2             | 7                 |
| 2      | James Wade            | Anglie     | 1         | 1         | 2             | 13                |
| 4      | Stephen Bunting       | Anglie     | 1         | 0         | 1             | 7                 |
| 4      | Joe Cullen            | Anglie     | 1         | 0         | 1             | 7                 |
| 4      | Chris Dobey           | Anglie     | 1         | 0         | 1             | 4                 |
| 4      | Luke Humphries        | Anglie     | 1         | 0         | 1             | 4                 |
| 4      | Phil Taylor           | Anglie     | 1         | 0         | 1             | 5                 |
| 4      | Peter Wright          | Skotsko    | 1         | 0         | 1             | 13                |
| 10     | Dave Chisnall         | Anglie     | 0         | 2         | 2             | 13                |
| 10     | Mervyn King           | Anglie     | 0         | 2         | 2             | 5                 |
| 10     | Raymond van Barneveld | Nizozemsko | 0         | 2         | 2             | 6                 |
| 13     | Gary Anderson         | Skotsko    | 0         | 1         | 1             | 10                |
| 13     | Rob Cross             | Anglie     | 0         | 1         | 1             | 8                 |
| 13     | Adrian Lewis          | Anglie     | 0         | 1         | 1             | 8                 |
| 13     | Michael Smith         | Anglie     | 0         | 1         | 1             | 10                |

- Aktivní hráči jsou vyznačeni tučně
- V tabulce jsou pouze hráči, kteří se účastnili finále
- V případě stejného výsledku jsou hráči řazeni abecedně

### Vítězové podle zemí
| Země       | Hráči | Celkem | První titul | Poslední titul |
| ---------- | ----- | ------ | ----------- | -------------- |
| Anglie     | 6     | 6      | 2013        | 2025           |
| Nizozemsko | 1     | 5      | 2015        | 2019           |
| Skotsko    | 1     | 1      | 2020        | 2020           |
| Wales      | 1     | 1      | 2021        | 2021           |

### Nejvyšší průměry
| Deset nejvyšších průměrů v jednom zápasu | Deset nejvyšších průměrů v jednom zápasu | Deset nejvyšších průměrů v jednom zápasu | Deset nejvyšších průměrů v jednom zápasu | Deset nejvyšších průměrů v jednom zápasu |
| Průměr                                   | Hráč                                     | Rok (+ kolo)                             | Soupeř                                   | Výsledek                                 |
| ---------------------------------------- | ---------------------------------------- | ---------------------------------------- | ---------------------------------------- | ---------------------------------------- |
| 112,77                                   | Jonny Clayton                            | 2025, 1. kolo                            | Martin Schindler                         | 3–1 (s)                                  |
| 112,49                                   | Michael van Gerwen                       | 2015, finále                             | Raymond van Barneveld                    | 11–6 (l)                                 |
| 112,32                                   | Rob Cross                                | 2023, 2. kolo                            | Gary Anderson                            | 10–6 (l)                                 |
| 112,20                                   | Michael van Gerwen                       | 2016, 1. kolo                            | Stephen Bunting                          | 10–1 (l)                                 |
| 111,17                                   | Gary Anderson                            | 2023, 2. kolo                            | Rob Cross                                | 6–10 (l)                                 |
| 111,14                                   | Michael van Gerwen                       | 2018, čtvrtfinále                        | James Wade                               | 10–2 (l)                                 |
| 110,28                                   | Michael van Gerwen                       | 2015, čtvrtfinále                        | Dave Chisnall                            | 10–9 (l)                                 |
| 110,05                                   | Phil Taylor                              | 2014, 1. kolo                            | Wes Newton                               | 10–4 (l)                                 |
| 109,74                                   | Gary Anderson                            | 2017, 1. kolo                            | Benito van de Pas                        | 10–3 (l)                                 |
| 109,42                                   | Michael van Gerwen                       | 2017, finále                             | Gary Anderson                            | 11–7 (l)                                 |

| Pět nejvyšších průměrů, které nestačily na vítězství | Pět nejvyšších průměrů, které nestačily na vítězství | Pět nejvyšších průměrů, které nestačily na vítězství | Pět nejvyšších průměrů, které nestačily na vítězství | Pět nejvyšších průměrů, které nestačily na vítězství |
| Průměr                                               | Hráč                                                 | Rok (+ kolo)                                         | Soupeř                                               | Výsledek                                             |
| ---------------------------------------------------- | ---------------------------------------------------- | ---------------------------------------------------- | ---------------------------------------------------- | ---------------------------------------------------- |
| 111,17                                               | Gary Anderson                                        | 2023, 2. kolo                                        | Rob Cross                                            | 6–10 (l)                                             |
| 108,50                                               | Luke Littler                                         | 2025, čtvrtfinále                                    | Jonny Clayton                                        | 2–4 (s)                                              |
| 108,09                                               | Dave Chisnall                                        | 2015, čtvrtfinále                                    | Michael van Gerwen                                   | 9–10 (l)                                             |
| 106,95                                               | Adrian Lewis                                         | 2014, čtvrtfinále                                    | James Wade                                           | 6–10 (l)                                             |
| 106,48                                               | Dave Chisnall                                        | 2018, 1. kolo                                        | Raymond van Barneveld                                | 9–10 (l)                                             |

| Pět nejvyšších průměrů na celém turnaji (min. 3 zápasy) | Pět nejvyšších průměrů na celém turnaji (min. 3 zápasy) | Pět nejvyšších průměrů na celém turnaji (min. 3 zápasy) | Pět nejvyšších průměrů na celém turnaji (min. 3 zápasy) | Pět nejvyšších průměrů na celém turnaji (min. 3 zápasy) |
| Průměr                                                  | Hráč                                                    | Rok                                                     | Výsledek                                                |                                                         |
| ------------------------------------------------------- | ------------------------------------------------------- | ------------------------------------------------------- | ------------------------------------------------------- | ------------------------------------------------------- |
| 106,07                                                  | Michael van Gerwen                                      | 2017                                                    | Vítěz                                                   |                                                         |
| 105,49                                                  | Gary Anderson                                           | 2017                                                    | Finalista                                               |                                                         |
| 105,41                                                  | Michael van Gerwen                                      | 2018                                                    | Vítěz                                                   |                                                         |
| 105,38                                                  | Phil Taylor                                             | 2013                                                    | Vítěz                                                   |                                                         |
| 105,08                                                  | Michael van Gerwen                                      | 2016                                                    | Vítěz                                                   |                                                         |